# Święcieniec
Święcieniec (prononciation : [ɕfjɛnˈt͡ɕɛɲɛt͡s]) est un village polonais de la gmina de Słupno dans le powiat de Płock de la voïvodie de Mazovie dans le centre-est de la Pologne.
Il se situe à environ 15 km à l'est de Płock (siège du powiat) et à 82 km au nord-ouest de Varsovie (capitale de la Pologne).

## Histoire
De 1975 à 1998, le village appartenait administrativement à la voïvodie de Płock.